# Isacco, figura del redentore
Isacco, figura del redentore, noto anche sotto il nome di Abramo ed Isacco, è un oratorio italiano in due atti del compositore ceco Josef Mysliveček su libretto di Pietro Metastasio. È il più noto oratorio prodotto dal Venatorini, il quale nella sua epoca fu particolarmente lodato per le sue opere.

## Storia
L'oratorio fu composto nel 1776 e fu rappresentato per la prima volta il 10 marzo dello stesso al Casino della Nobiltà di Firenze. Tra gli altri, il cast comprendeva il tenore tedesco Valentin Adamberger, nel ruolo di Abramo, e il soprano castrato Tommaso Guarducci, nel ruolo di Isacco. Fu messo successivamente messo in scena a Monaco sotto il nome di Abramo ed Isacco e l'anno successivo fu la volta di Praga. Il successo di queste e di molte altre rappresentazioni contribuì a far guadagnare a Mysliveček attraverso l'Europa anche la fama di compositore di musica sacra.
L'immensa popolarità che ebbe l'Isacco, il testo del quale fu tradotto pure in tedesco, è evidenziato dall'elevato numero di copie dell'originale, andato perduto, che vennero prodotte e diffuse in tutta Europa: sono stati trovati manoscritti a Praga, Monaco, Ratisbona, Weyara, Würzburg, Frisinga, Budapest e Országos e tre copie stampate in Italia (nella Biblioteca Estense di Modena, nell'Archivio del Conservatorio dei Filippini di Roma e nella Biblioteca del Conservatorio di Firenze). Come accadde per molte altre partiture di altri compositori dell'epoca, l'Isacco di Mysliveček fu oggetto di numerose revisioni e riadattamenti da parte di altri compositori, sia coevi che posteri: per questo motivo e soprattutto per la bellezza della sua musica per lungo tempo questo oratorio fu attribuito erroneamente dagli esperti prima a Franz Joseph Haydn e successivamente a Wolfgang Amadeus Mozart.